# Мыс (Нюксенский район)
Мыс — деревня в Нюксенском районе Вологодской области.
Входит в состав Нюксенского сельского поселения (с 1 января 2006 года по 8 апреля 2009 года входила в Бобровское сельское поселение), с точки зрения административно-территориального деления — в Бобровский сельсовет.
Расстояние до районного центра Нюксеницы по автодороге — 71 км. Ближайшие населённые пункты — Подол, Бобровское, Килейная Выставка.
По данным переписи в 2002 году постоянного населения не было.